# Олександрівський ландшафтний заказник
Олекса́ндрівський зака́зник — ландшафтний заказник загальнодержавного значення в Україні. Один з об'єктів природно-заповідного фонду Херсонської області. 
Розташований у межах Білозерського району Херсонської області, за 5 км на північний-захід від села Олександрівка. 
Площа 996 га. Статус присвоєно згідно з указом Президента України від 21.02.2002 року № 167/2002. Перебуває у віданні: Олександрівська сільська рада. 
Заказник «Олександрівський» на побережжі та прилеглій акваторії Дніпровського лиману. На території заказника зростають: дрік скіфський, карагана скіфська, ковила українська, ковила Лессінга, ковила волосиста, водяний горіх, плавун щитолистий, целокаулон степовий. Серед тварин трапляються: аксонолайм замковий, меризія азовська, п'явка медична, махаон, джміль глинистий, балобан, зуйок морський, полоз жовточеревий, які занесені до Червоної книги України.

## Галерея

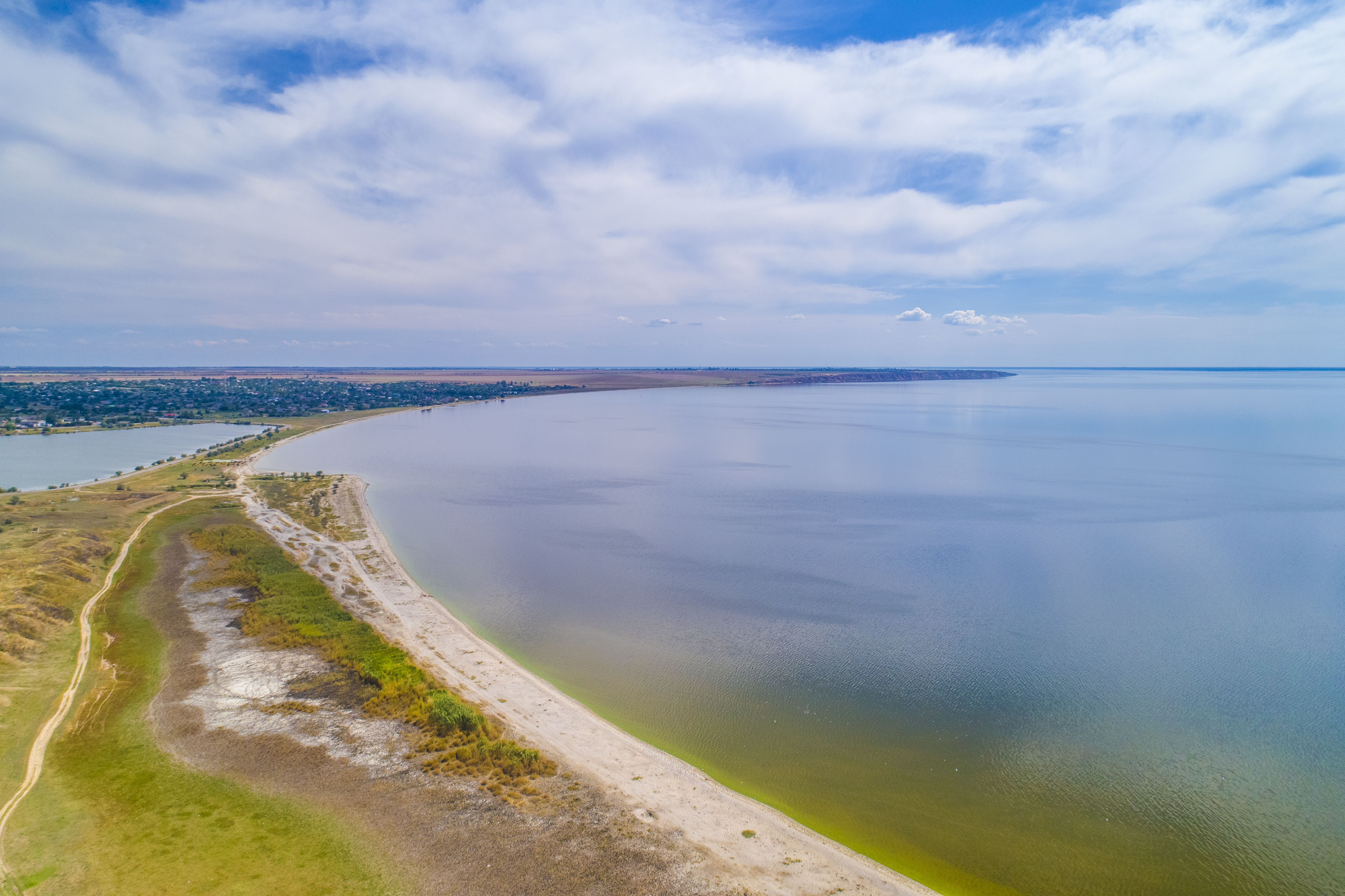
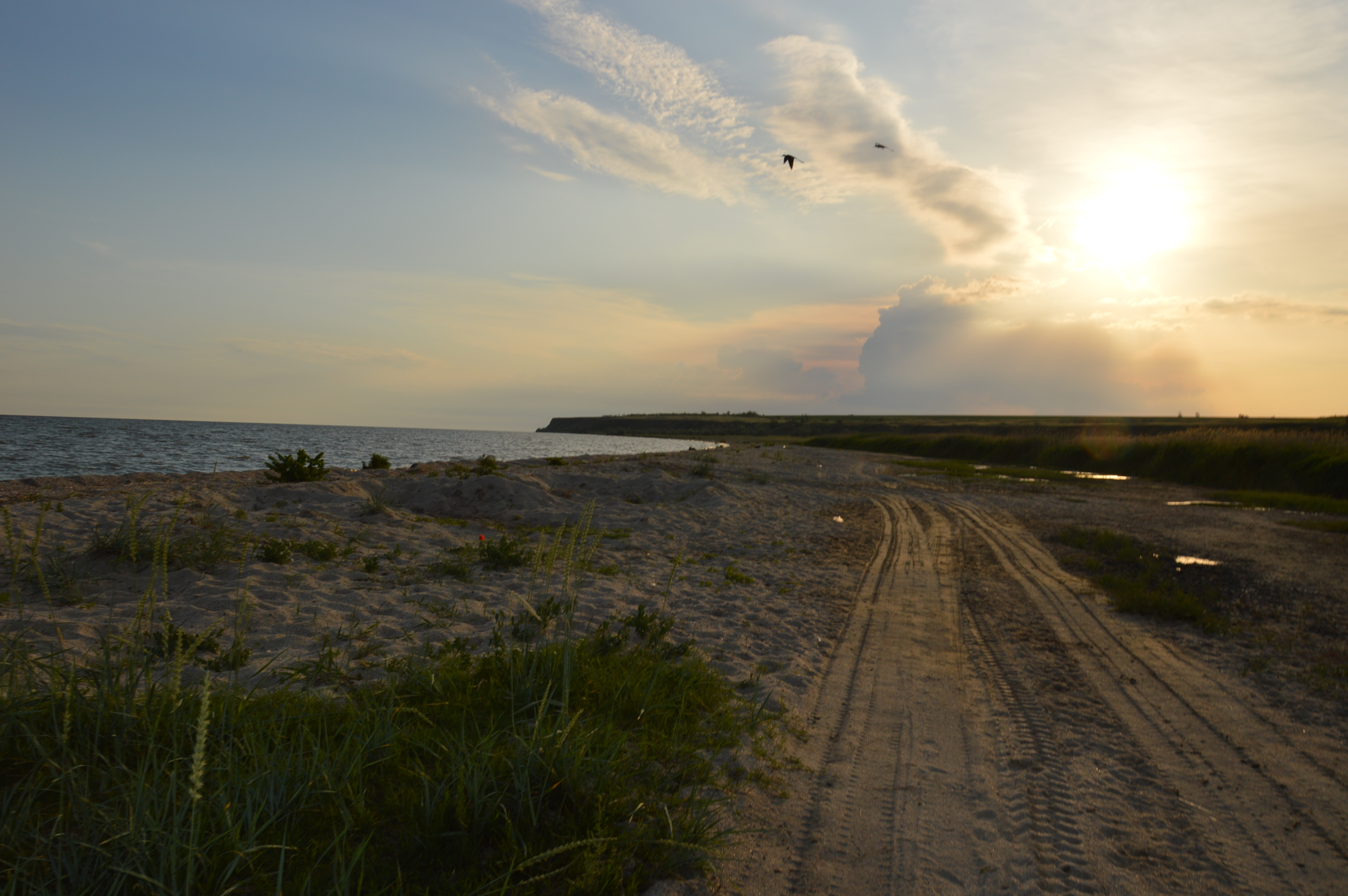
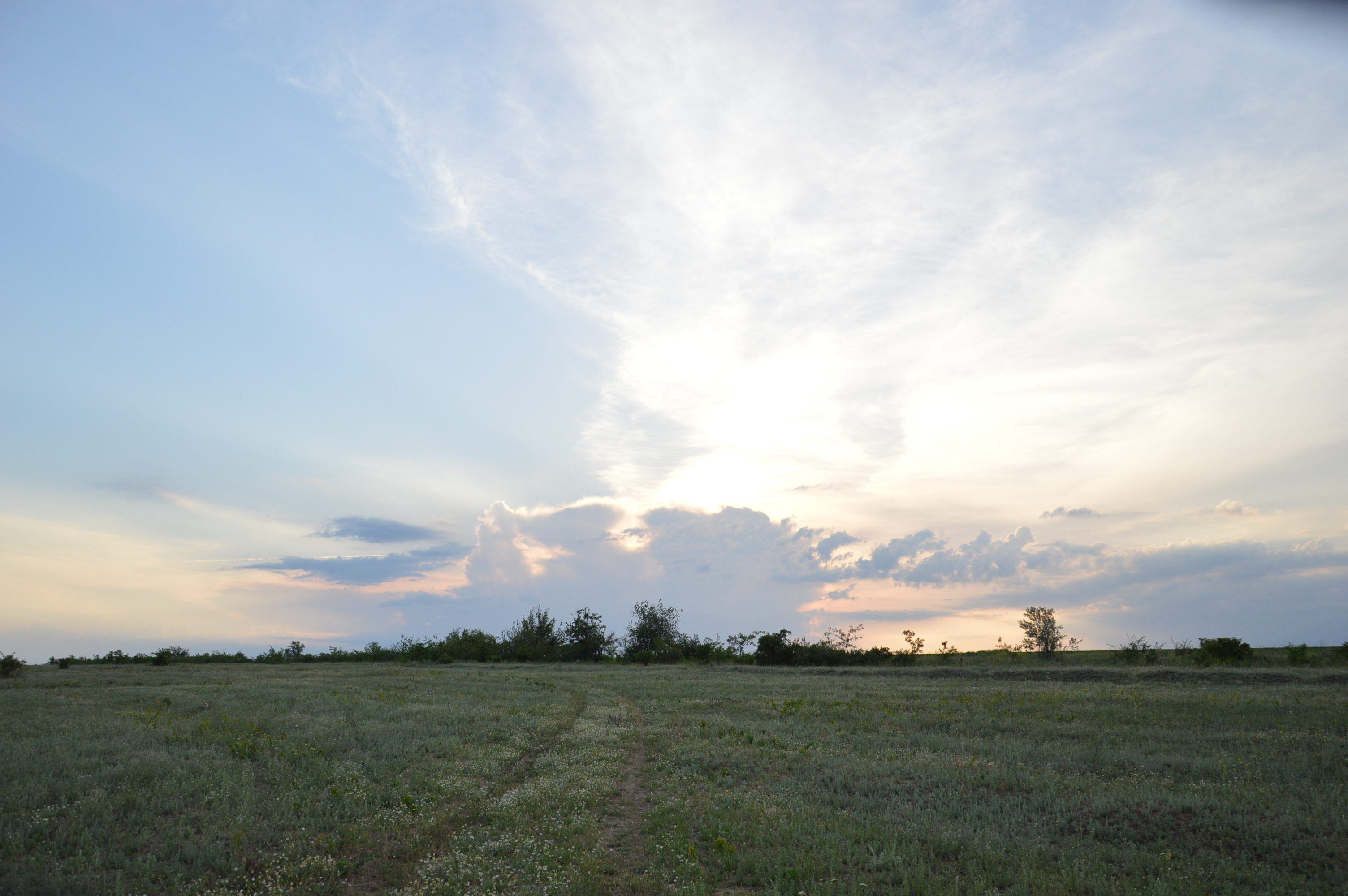
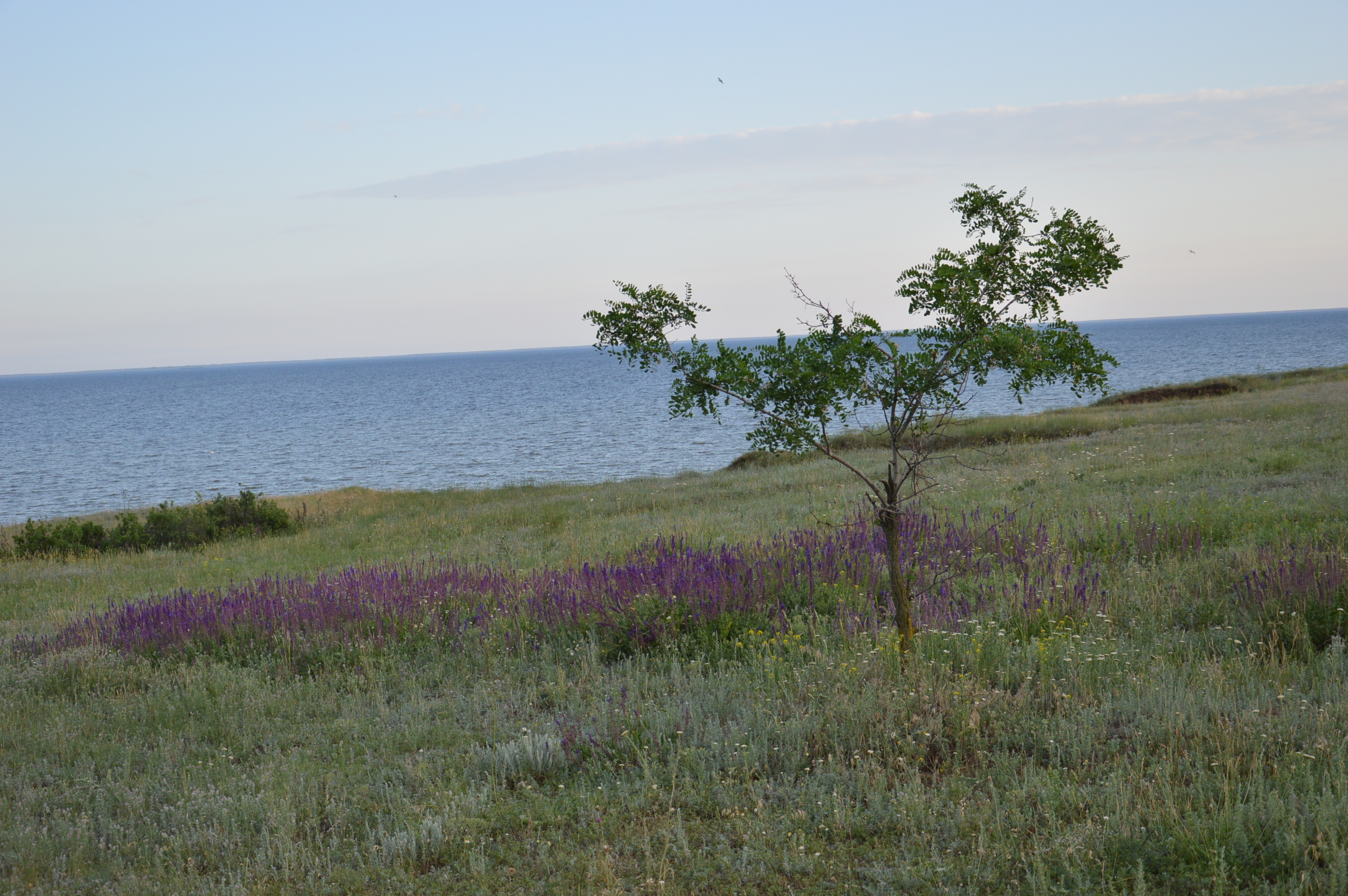
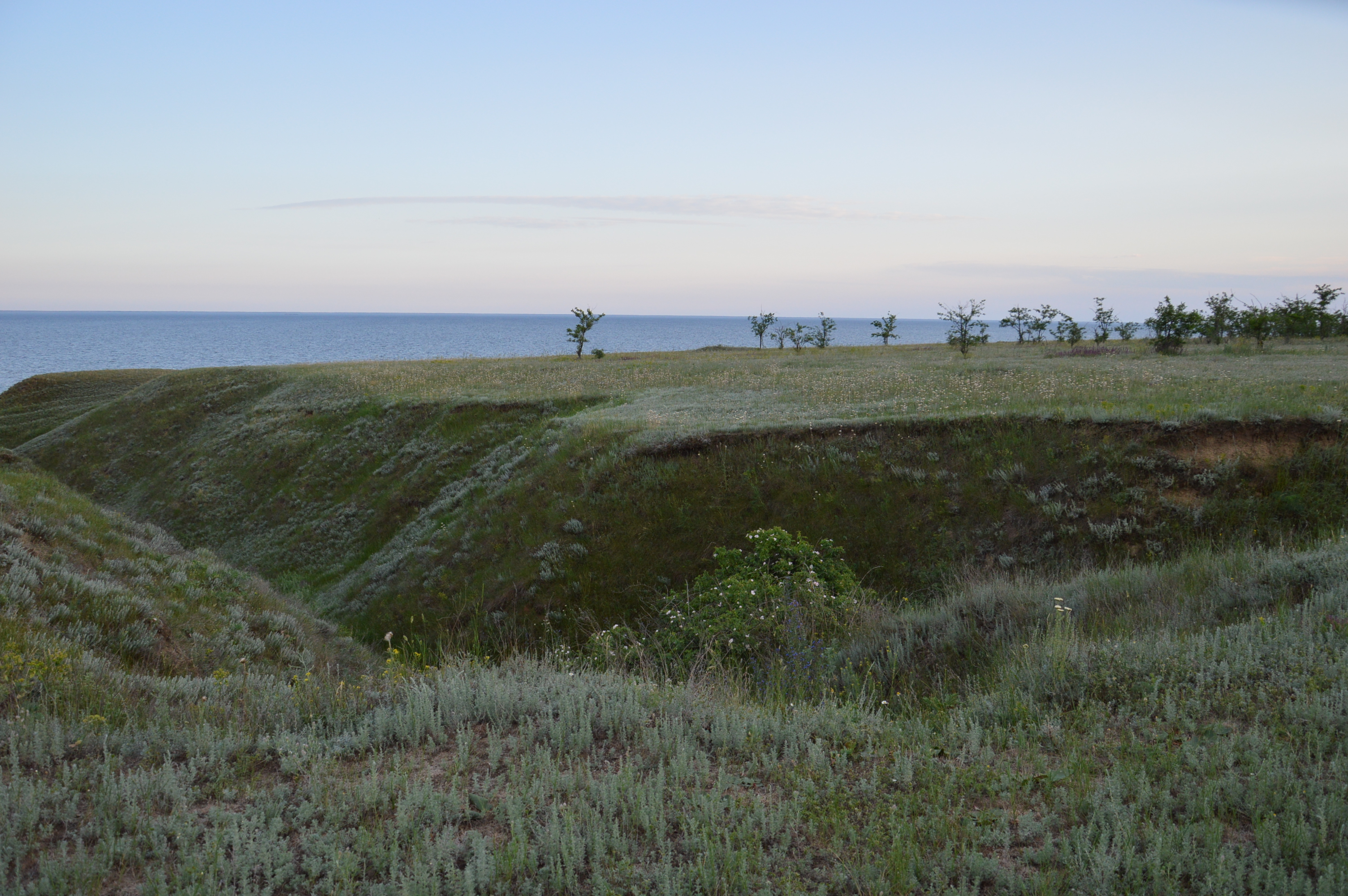
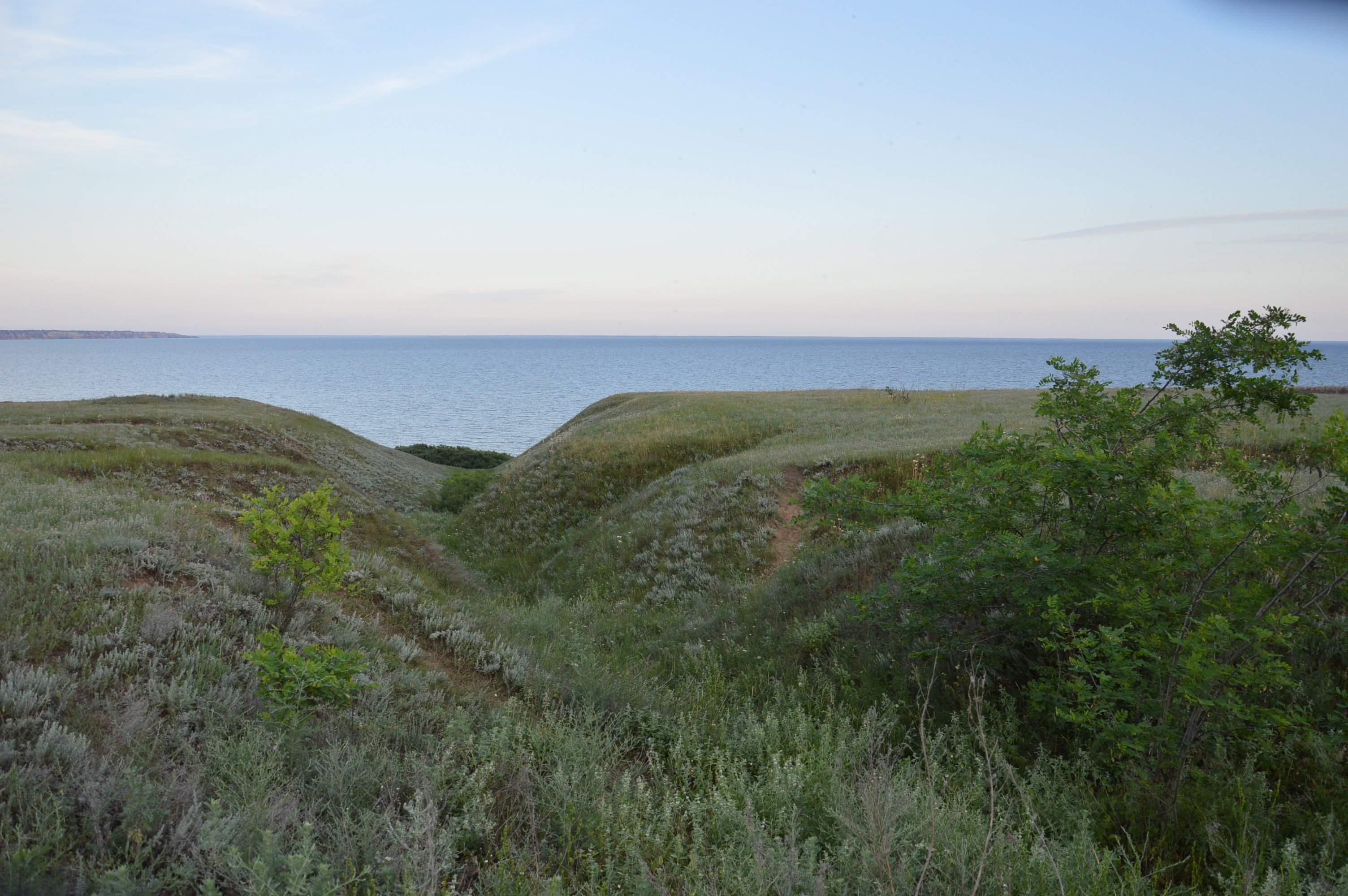
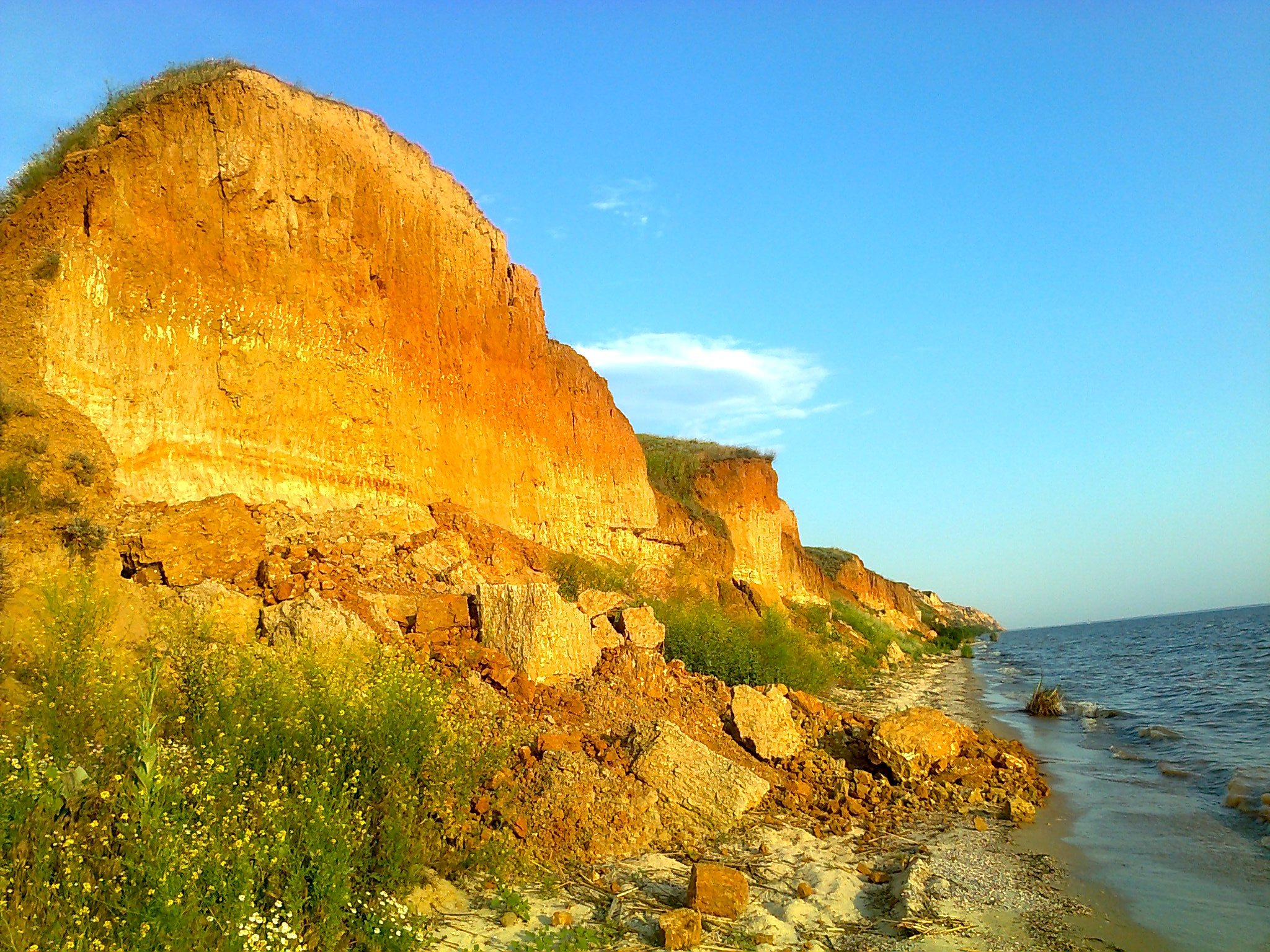
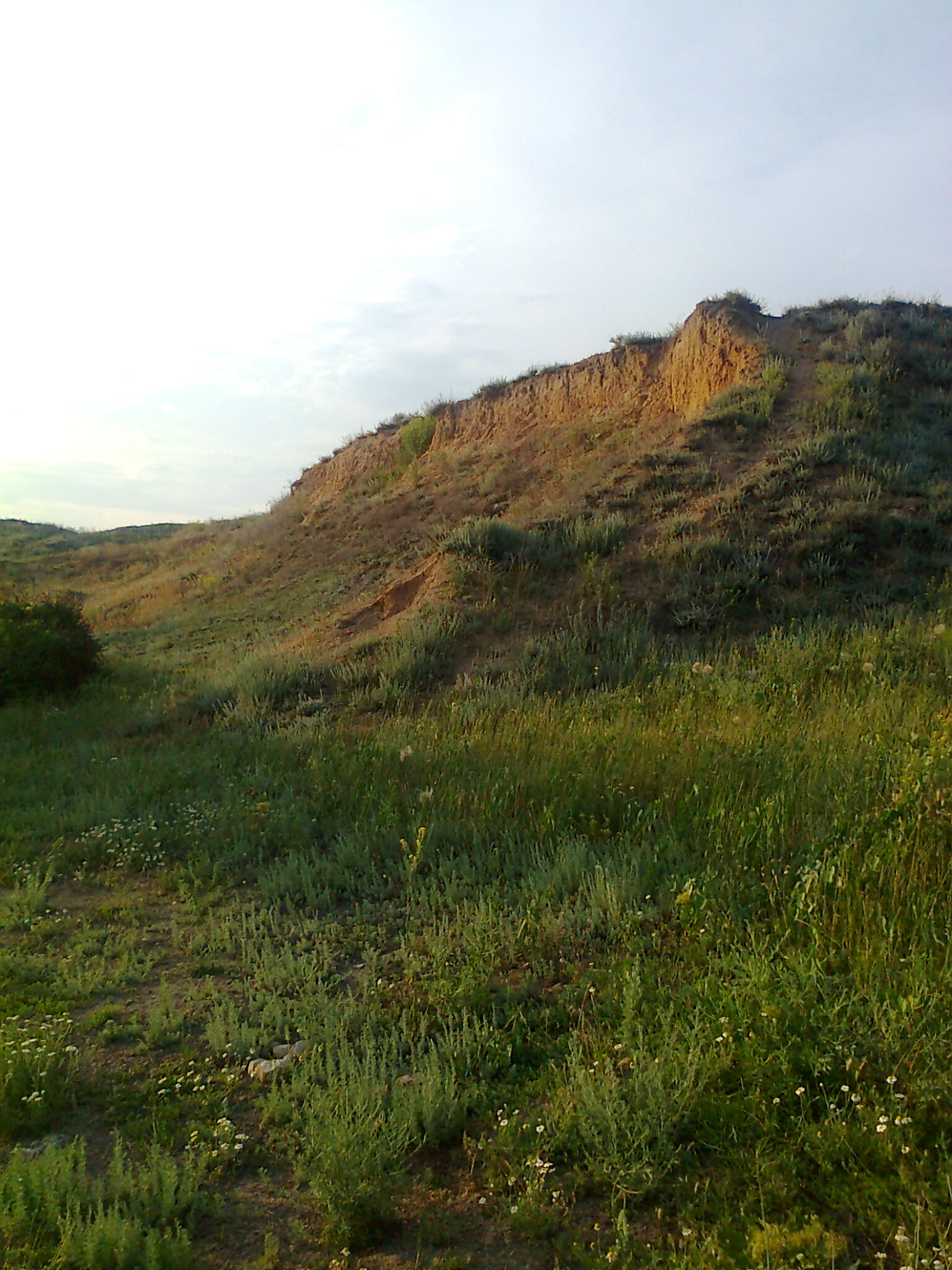
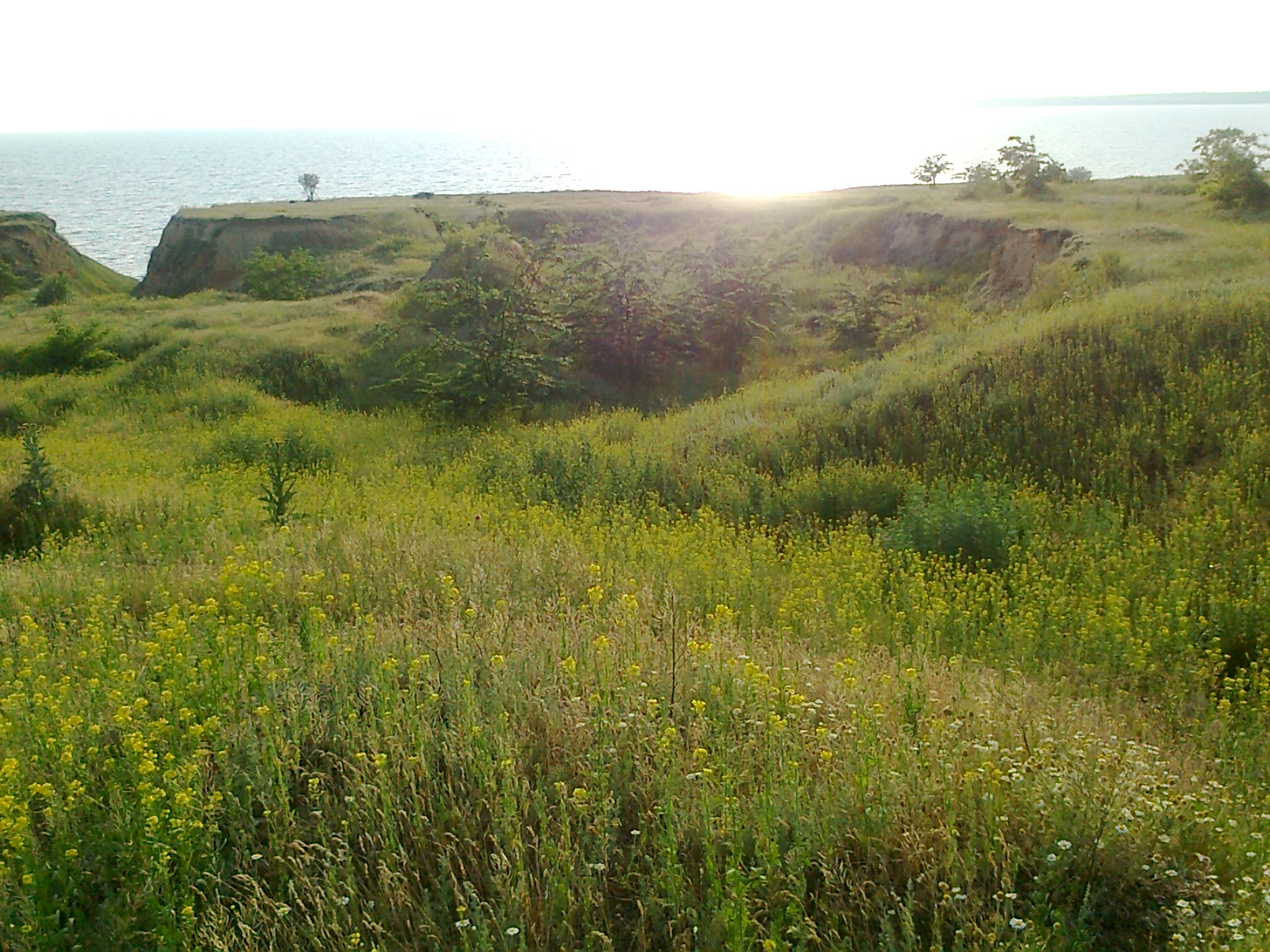
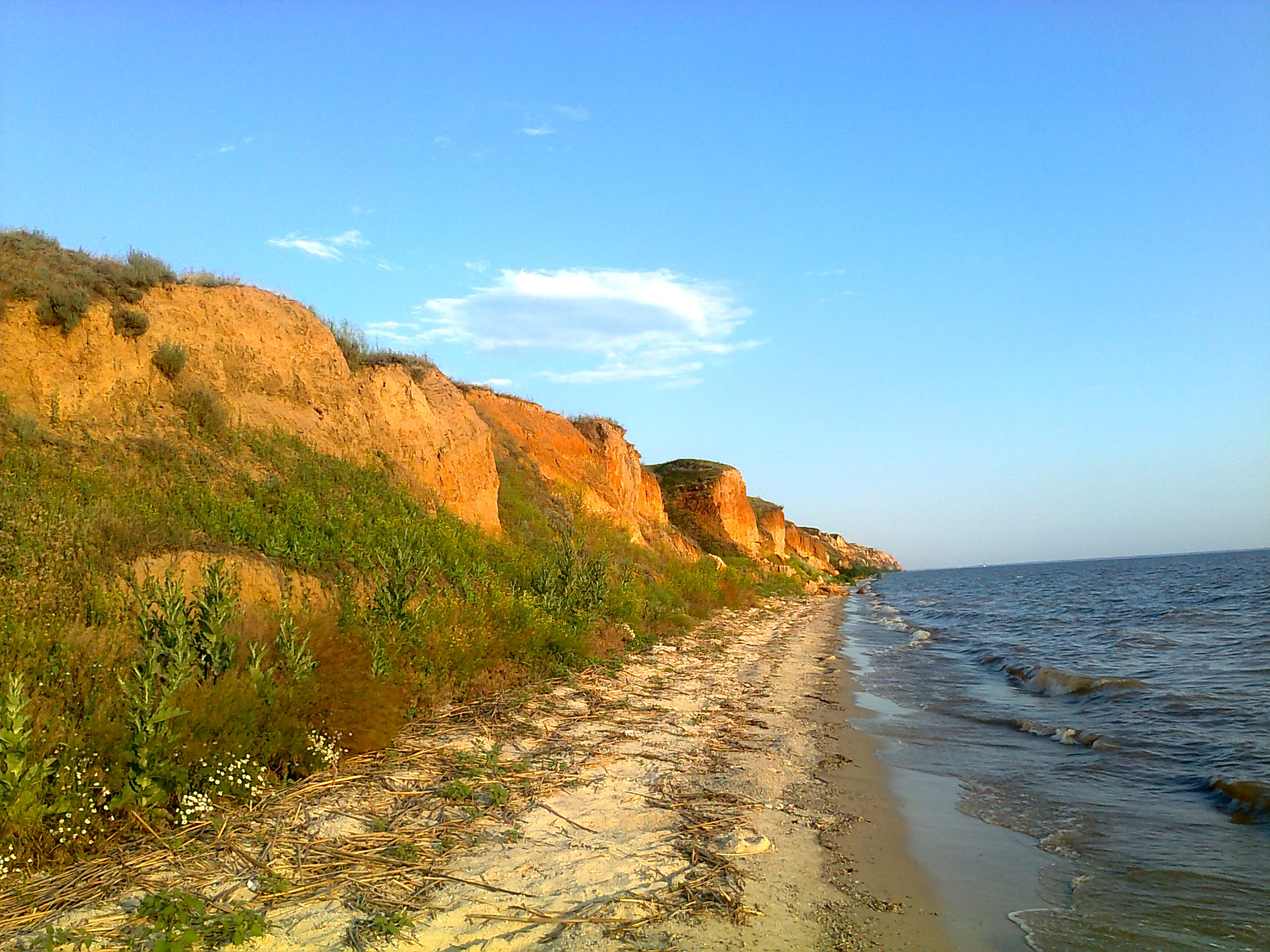
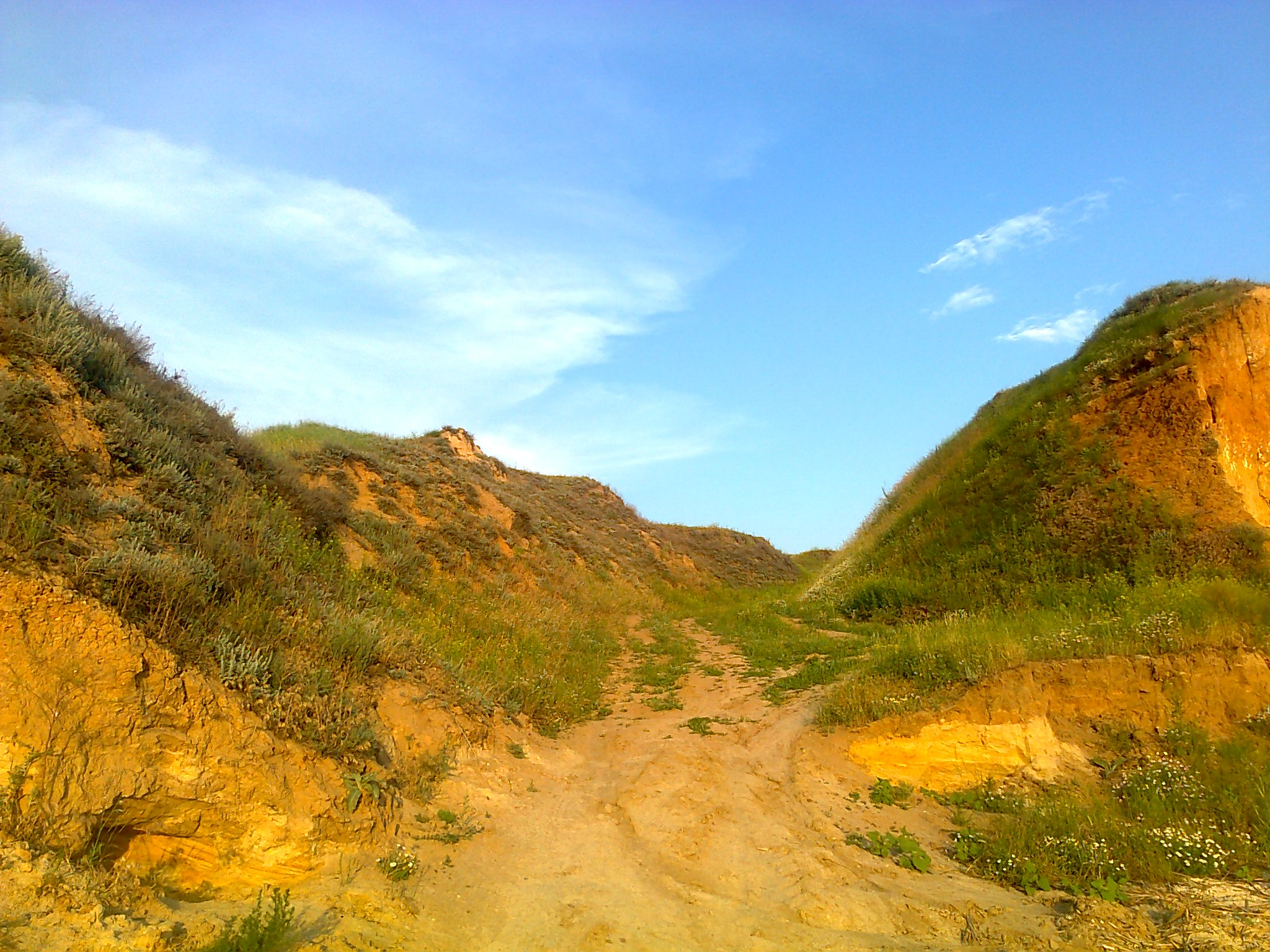